# Mondy Prunier
Pour les articles homonymes, voir Prunier (homonymie).
Mondy Prunier, né le 22 décembre 1999 à Port-au-Prince en Haïti, est un footballeur international haïtien qui joue au poste d'attaquant. Il est depuis le 30 Juillet 2024, sous contrat avec le Charleroi SC, club de Jupiler Pro League, première division belge.

## Biographie

### Jeunesse et formation
Né à Bergamote, un quartier de Carrefour dans l'arrondissement de Port-au-Prince en Haïti, issu d’une famille pauvre, Prunier a grandi sans ses parents.

### En club
Prunier commence sa carrière à l'AS Truitier en Haïti, où il se distingue dès ses débuts avec 20 buts en 15 matchs en troisième division haïtienne en 2015, puis 6 buts en 5 matchs en deuxième division en 2016. En 2017, il rejoint l'US Carrefour, également en deuxième division haïtienne, où il continue à afficher de solides performances avec un total de 20 buts en 19 matchs sur deux saisons.
En 2019, Prunier s'installe en Guadeloupe et signe avec le Red Star Pointe-à-Pitre. Il joue un rôle clé dans la promotion de l'équipe en Division d'Honneur, accumulant 70 buts en 69 matchs toutes compétitions confondues lors de ses deux saisons au club.
Ses performances attirent l'attention du FC Rouen en France, où il marque 9 buts en 20 matchs lors de la saison 2021-2022 en Championnat National 2, quatrième division française.
En août 2022, Prunier rejoint le FC Versailles, club évoluant en troisième division française, au sein du championnat de National. Pour sa première saison avec Versailles, il contribue avec 7 buts en 27 matchs, consolidant ainsi sa position comme un attaquant clé du club,.
À la fin de la saison 2022-2023, Mondy Prunier a été nommé joueur de l'année de Versailles.
Le 31 juillet 2024, Prunier a rejoint le club belge de Charleroi et est immédiatement prêté aux Francs Borains (D2 Belge). Le montant du transfert est à ce jour inconnu,.
Durant cette saison,  il inscrit 10 buts en 28 matchs et délivre 1 passe décisive.

### En sélection
Mondy Prunier fait ses débuts internationaux avec l'équipe nationale d'Haïti le 7 juin 2022 lors d'un match de la Ligue des nations de la CONCACAF contre Montserrat, où il marque son premier but.
Lors de sa deuxième apparition contre la Guyane, il inscrit un doublé.
En 2023, il continue à représenter Haïti, portant son total à 7 sélections et 5 buts internationaux.

## Statistiques en carrière
Clubs en Haïti
- AS Truitier (2015-2016) : 26 buts en 20 matchs.
- US Carrefour (2017-2018) : 20 buts en 19 matchs.

Clubs en Guadeloupe
- Red Star Pointe-à-Pitre (2019-2021) : 70 buts en 69 matchs.

Clubs en France
- FC Rouen (2021-2022) : 9 buts en 20 matchs.
- FC Versailles (2022-2024) : 7 buts en 27 matchs.

Clubs en Belgique
- Francs-Borains (2024-2025) 10 buts en 28 matchs.

Équipe nationale d'Haïti
- 7 sélections, 5 buts (à la date de juin 2023)